# Platonismus
Platonismus und Platoniker (Anhänger des Platonismus) sind Begriffe, die in verschiedenen Bedeutungen verwendet werden. Im engeren, stärker geschichtlich geprägten Sinn versteht man unter Platonismus die Lehre des antiken griechischen Philosophen Platon und unter Platonikern die antiken Philosophen, die sich zu dieser Lehre bekannten. Im erweiterten Sinn bezeichnet man als Platoniker auch mittelalterliche und neuzeitliche Philosophen, die nur einzelne wesentliche Elemente von Platons Lehre übernommen haben bzw. einzelne Überzeugungen mit Platon teilen. Im weitesten, rein systematischen Sinn wird der Begriff Platonismus heute für alle philosophischen Lehren verwendet, die ein bestimmtes Kernmerkmal mit Platons Philosophie gemeinsam haben, auch wenn sie sich ansonsten stark von ihr unterscheiden. Dieses Merkmal wird unterschiedlich definiert und gilt dann gemäß der jeweiligen Definition als konstitutiv für den Platonismus.
Als Platoniker werden nicht nur Fachphilosophen bezeichnet, sondern auch Dichter, Theologen und andere Intellektuelle, deren Weltanschauung wesentliche Übereinstimmungen mit Konzepten des Platonismus aufweist.

## Antike
In der Antike verstand man unter einem „Platoniker“ einen Philosophen, der in der Regel eine Ausbildung an der von Platon begründeten Akademie oder einer anderen platonischen Philosophenschule erhalten hatte und der sich selbst ausdrücklich als Anhänger Platons auffasste.
Die moderne Forschung unterteilt diesen antiken Platonismus in Entwicklungsstadien: Ältere Akademie (von Platon bis Krates von Athen) und Jüngere Akademie (von Arkesilaos bis Philon von Larisa), Mittelplatonismus und Neuplatonismus. Mitunter wird auch zwischen Alter, Mittlerer und Neuer Akademie unterschieden. Schon in der Antike gab es derartige historische Einteilungen, wobei auch ordnend gezählt wurde („erste“ bis „fünfte“ Akademie).
Die Platoniker legten Wert darauf, die ursprüngliche Lehre Platons zu vertreten, und behaupteten, dabei nur jeweils eigene Akzente zu setzen. Allerdings war das Spektrum der Meinungen innerhalb des Platonismus breit, und manche Platoniker scheuten sich nicht, sogar zentrale Bestandteile der Lehre Platons zu modifizieren oder gar aufzugeben. So wandte sich schon Platons Neffe und Nachfolger als Leiter der Akademie, Speusippos, von Platons Ideenlehre ab. Die Jüngere Akademie war vom Skeptizismus geprägt („akademische Skepsis“), was zum Verzicht auf ontologische Lehraussagen – einen Kernbestandteil des Platonismus – führte. Die von Antiochos von Askalon gegründete Schule, die sich selbst programmatisch „Alte Akademie“ nannte und damit als Erbin des authentischen Platonismus auftrat, gab unter dem Einfluss der Stoa die platonische Transzendenzlehre auf.
Im Mittel- und Neuplatonismus hingegen kam es zu einer Rückbesinnung auf Platon. Die Mittel- und Neuplatoniker pflegten sich in allen wesentlichen Punkten konsequent zu seiner Lehre zu bekennen. Viele von ihnen verehrten ihn und begingen seinen Geburtstag als Festtag. Gewöhnlich wollten sie die Lehre Platons nicht verändern, sondern nur interpretieren und gegen die Auffassungen anderer Philosophenschulen verteidigen. In diesem engeren Sinne des Begriffs konnte ein gläubiger Jude oder Christ eigentlich kein Platoniker sein, da dieser Platonismus auch eine „heidnische“ religiöse Dimension hatte (dennoch versuchte Synesios von Kyrene eine Synthese). Bekannte Neuplatoniker waren z. B. Plotin oder Proklos.
Unter einem „Akademiker“ verstand man oft speziell einen Anhänger des Skeptizismus der Jüngeren Akademie. Daher hatten die Begriffe „Platoniker“ und „Akademiker“ nicht immer die gleiche Bedeutung, obwohl die Akademie die Schule Platons war.
Im Jahr 529 verbot Kaiser Justinian I. den Lehrbetrieb an der Akademie in Athen. Um das Jahr 531 verließ der letzte Scholarch Damaskios Athen.

## Mittelalter
Im Mittelalter gab es keine Platoniker im obigen engeren Sinne mehr. Wenn mittelalterliche Philosophen (und auch antike Christen wie Augustinus oder Boethius) als „Platoniker“ bezeichnet werden, ist damit nur gemeint, dass sie in bestimmten Aspekten ihres Denkens von Platon beeinflusst waren. Im Mittelalter geschah solche Beeinflussung meist auf indirektem Weg, besonders über Augustinus, denn damals war im lateinischsprachigen Abendland nur ein sehr kleiner Teil der Werke Platons bekannt (bis zur Mitte des 12. Jahrhunderts überhaupt nur der Dialog Timaios, und der nicht einmal vollständig).
Insbesondere die sogenannte Schule von Chartres, eine Gruppierung von Gelehrten, die sich im 12. Jahrhundert rund um die Domschule von Chartres bildete, wurde durch ihren Begründer, Bernhard von Chartres, auf den Platonismus verpflichtet. Der bekannteste Gelehrte dieser Gruppierung war Wilhelm von Conches.
Viele platonisch beeinflusste mittelalterliche Denker fassten sich nicht als Platoniker auf; sie wussten oft nicht einmal, dass oder inwieweit ihr Gedankengut letztlich auf Platon zurückging. Es gab viele Übergänge und Kompromisslösungen zwischen platonischem und nichtplatonischem Denken. Daher ist es im Einzelfall oft nicht möglich zu entscheiden, ob ein Denker als Platoniker zu bezeichnen ist, bzw. die Entscheidung hat etwas Willkürliches.
Zu diesem Platonismus im weitesten Sinn des Begriffs rechnet man einen großen Teil der mittelalterlichen und frühneuzeitlichen Philosophie. Dabei geht es hauptsächlich um folgende platonische Lehren:
- die Ideenlehre. Als Platoniker in diesem Sinn gelten alle, die meinten, dass den durch Allgemeinbegriffe bezeichneten Ideen eine eigenständige Existenz unabhängig von den Einzeldingen zukommt. Diese Denker nennt man Universalienrealisten oder kurz Realisten (im Gegensatz zu den Nominalisten).
- die Seelenlehre. Die Platoniker meinten, dass die Person die unsterbliche Seele sei, die den Körper nur bewohnt und steuert „wie ein Schiffer das Schiff“,[1] also mit ihm nur äußerlich verbunden ist. Die Aristoteliker hingegen (besonders Thomas von Aquin) betonten, dass die Seele einem bestimmten Körper und nur ihm wesensmäßig zugeordnet sei als seine Form und „Vervollkommnung“, also mit ihm dem Wesen nach eine Einheit bilde.
- die neuplatonische Emanationslehre. Für die Christen waren die Welt und der Mensch unmittelbar durch einen Willensakt Gottes geschaffen. Unter neuplatonischem Einfluss wollten aber manche das so verstehen, dass Welt und Lebewesen in einem stufenweisen Prozess (Emanation) aus Gott hervorgegangen sind.

Ab dem 13. Jahrhundert wurde Platon von Aristoteles als dem führenden Philosophen des Mittelalters abgelöst.

## Frühe Neuzeit
Im 15. Jahrhundert erlebte der Platonismus mit Georgios Gemistos Plethon im byzantinischen Osten eine Renaissance. Zur gleichen Zeit wurden zuvor im Westen unbekannte Werke Platons in griechischen Handschriften nach Italien gebracht und ins Lateinische übersetzt. Manche Humanisten, besonders Marsilio Ficino im Florenz der Renaissance, begeisterten sich für Platon und seine Lehre. Platonismus wurde als Gegensatz zum scholastischen Aristotelismus aufgefasst, und man stritt darüber, ob Platon oder Aristoteles der Vorrang gebühre. Obwohl die Originaltexte Platons nun zur Verfügung standen, knüpften die humanistischen Platoniker in erster Linie an den Neuplatonismus an.
Im 17. Jahrhundert treten die Cambridge Platonists, eine einflussreiche Gruppe von Philosophen und Theologen an der Universität Cambridge, für einen neuplatonisch geprägten christlichen Platonismus zur Abwehr atheistischer und mechanistischer Lehren ein.

## Moderne Philosophie
Von Alfred North Whitehead stammt der Ausspruch, die gesamte abendländische Philosophie bestehe aus „Fußnoten zu Platon“.
In vielen modernen Kontexten bezieht sich der Begriff Platonismus allerdings nicht auf die historische Figur Platon, sondern lediglich auf einen wie auch immer gearteten metaphysischen Realismus hinsichtlich des Universalienproblems. Da diese „realistischen“ Positionen („Universalienrealismus“) eine mehr oder weniger entfernte Ähnlichkeit mit Platons Ideenlehre bzw. deren jeweiliger Interpretation aufweisen, bezeichnet man sie als „Platonismus“, denn die Ideenlehre ist als ein Hauptbestandteil von Platons Philosophie bekannt.
Üblicherweise unterscheidet man in den Debatten die folgenden Positionen:
- „Platonismus“: die Varianten der These Es gibt abstrakte und unveränderliche Objekte, die auch unabhängig von unserem Denken und nicht in Raum und Zeit existieren, nicht Teil der physischen Welt sind und nicht kausal mit physischen Objekten interagieren. Dazu zählen beispielsweise mathematische Objekte (Zahlen, Klassen), Eigenschaften und Propositionen (die ideellen, von Sprachen und Sprechern unabhängigen Gehalte von sprachlichen Sätzen). Vertreter sind beispielsweise:
  - bezüglich Propositionen und ihrer Komponenten: Gottlob Frege, David Kaplan, Saul Kripke, John Perry,  Scott Soames
  - bezüglich Zahlen: Gottlob Frege, Kurt Gödel, Hilary Putnam
  - bezüglich möglicher Welten: Alvin Plantinga und Roderick Chisholm. Sie betrachten mögliche Welten als abstrakte Objekte, im Gegensatz zu David Kellogg Lewis, der sie als konkrete Objekte behandelt. Nach einer bestimmten Interpretation teilt der Wittgenstein des Tractatus die Auffassung dieser Theoretiker: Die Welt ist alles, was der Fall ist wird gelesen als Eine mögliche bzw. die aktuale Welt ist eine maximale konsistente Menge von Propositionen derart, dass jede Proposition p oder ihr Komplement Element dieser Menge ist.
  - bezüglich der Bedeutung von Wörtern: Rafael Ferber spricht von semantischem Platonismus, insofern die Universalien wie beim realen Platonismus „nicht sinnlich wahrnehmbar“ seien, jedoch im Gegensatz zu diesem weder „ungeworden“ noch „unvergänglich“, sondern vielmehr als „vom Menschen geschaffen“ aufzufassen seien. Sie haben auch im Unterschied zu den Sinnesphänomenen keine sinnlich erfahrbare, sondern nur eine semantische Existenz und existieren nicht im starken Sinn objektiv, also unabhängig von den Menschen, sondern im schwachen, insofern ihre intersubjektive Identität vorauszusetzen sei. Der semantische Platonismus versuche Momente von platonischem und aristotelischem Realismus sowie Konzeptualismus und Nominalismus zu integrieren. Er fordere weder die Realität der Universalien, noch bestreite er ihre intersubjektive Selbständigkeit. Er sei zwar „schwer anzunehmen“, da ihm scharfe Kriterien der semantischen Gegenstände abgehen, aber auch „schwer nicht anzunehmen“, weil wir nicht nur in den Wissenschaften, sondern „auch in unserer alltäglichen Verständigung allgemeine semantische Gegenstände und deren Identität voraussetzen.“[4]

- - Die Unterschiedlichkeit der Definitionen von „Platonismus“ lässt sich anhand einer Variante mit besonders weitem Begriffsumfang verdeutlichen:
    - Willard Van Orman Quine bezeichnet als „Platonismus“ jede Ontologie, welche „abstrakte Entitäten“ beinhaltet. Zu abstrakten Entitäten in diesem Sinne gehören beispielsweise auch Klassen.[5]
- immanenter Realismus: die Varianten der These Es gibt abstrakte Objekte, die auch unabhängig von unserem Denken existieren, aber sie existieren in der physischen Welt. Eine dieser Varianten ist die folgende:
  - David Malet Armstrong kennzeichnet seine eigene Ontologie als eine Gegenposition zum „platonischen Realismus“; sie sei anti-platonisch mindestens in der Hinsicht, dass es für ihn – anders als für Platon – keine Trennung von Einzeldingen und Universalien gibt;[6] er scheint in diesem Punkt eher Aristoteles nahe zu sein (abhängig davon, wie man dessen Theorie der Formen interpretiert);[7] da Armstrong gleichwohl eine reale Existenz von Universalien für notwendig hält, nennt man Armstrongs Position, wie auch diejenige von Quine und Penelope Maddy[8], des Öfteren „naturalisierten Platonismus“[9] oder „immanenten Realismus“.[10]
- Konzeptualismus: die Varianten der These Es gibt abstrakte Objekte, aber nicht unabhängig von unserem Denken. Vertreter sind beispielsweise John Locke (bezüglich Universalien), Edmund Husserl, Luitzen Egbertus Jan Brouwer (vor allem in der Philosophie der Mathematik), Noam Chomsky (bezüglich Propositionen) und Jerry Fodor.
- Nominalismus (Vokalismus, Antirealismus) bezüglich abstrakter Objekte: die Varianten der These Es gibt keine abstrakten Objekte. Dazu gehört:
  - Fiktionalismus bezüglich mathematischer Entitäten; These: Sätze wie „Drei ist eine Primzahl“ sind so zu analysieren, dass sie von abstrakten Objekten sprechen; da es diese aber nicht gibt, sind die Sätze genau genommen falsch.

Wolfgang Stegmüller untersucht in seinem Werk Der Phänomenalismus und seine Schwierigkeiten die Funktion des Wortes ist und nimmt eine Einteilung vor, die zu einer Definition von „Platonismus“ führt. Dabei geht er von drei Möglichkeiten einer Interpretation des prädizierenden ist aus:
- Das ist stellt ein unselbständiges Sprachsymbol dar, das in Sätzen wie in Satzfragmenten vorkommt. Satzfragmente sind offene Sätze mit einer Individuenvariablen, die auf zwei verschiedene Weisen zu für sich sinnvollen Aussagen ergänzt werden können: Ersetzung der Variablen durch eine Individuenbezeichnung oder Voranstellung eines alle oder es gibt (nominalistische Deutung)
- Die in Prädikationen vorkommenden Prädikatausdrücke sind Klassennamen, und das ist drückt demgemäß die Element-Klassen-Relation aus (extensionaler Platonismus)
- Prädikate sind Eigenschaftsnamen, und das ist in einer Prädikation drückt demgemäß die Relation zwischen einem Ding und der Eigenschaft aus, die dieses Ding besitzt (intensionaler Platonismus).

## Kritik
Wie jede philosophische Lehre hat auch der Platonismus seine Kritiker. Dabei geht es um folgende Punkte:
- die platonische Verfassungstheorie wird als antidemokratisch und totalitär kritisiert. Diesen Standpunkt hat Karl Popper in Die offene Gesellschaft und ihre Feinde dargelegt.
- die platonische Ideenlehre wird vom nominalistischen bzw. konzeptualistischen Standpunkt aus kritisiert: Für die Nominalisten und Konzeptualisten bezeichnen Allgemeinbegriffe keine eigenständige Wirklichkeit, sondern existieren nur im Denken; sie sind nur Konventionen zum Zweck der sprachlichen Verständigung. Real sind nur die konkreten Einzeldinge.